# Stronnictwo Prawicy Narodowej
Stronnictwo Prawicy Narodowej (w l. 1918–1919 Stronnictwo Budowy Zjednoczonej Polski, w l. 1919–1920 Stronnictwo Pracy Konstytucyjnej) – polska partia konserwatywna i ziemiańska, działająca w latach 1907–1937. Wywodziła się ze środowiska konserwatystów krakowskich, którzy przez cały okres jej istnienia stanowili trzon Stronnictwa.

## Lata 1907-1918
Partia została utworzona 8 września 1907 w Krakowie na zebraniu około 500 osób, zwołanym z inicjatywy działaczy Klubu Konserwatywnego. Bezpośrednim impulsem do jej powstania był niepomyślny dla konserwatystów wynik wyborów do austriackiej Rady Państwa w maju 1907. Konserwatyści zdobyli mniej mandatów niż ludowcy i narodowi demokraci, toteż poczuli się zagrożeni, przede wszystkim ze strony drugiej. W rezultacie konkurujące ze sobą środowiska stańczyków i podolaków postanowiły zjednoczyć swoje siły. Od początku powstające stronnictwo uznało ziemiaństwo jako swoje zaplecze społeczne i jego interesów zamierzało też bronić. Wyrazem tego był wybór pierwszego prezesa którym został hr. Zdzisław Tarnowski.
Pierwszą próbą polityczną nowego ugrupowania stały się wybory do Sejmu Krajowego Galicji w 1908. Po ich przeprowadzeniu pod naciskiem ówczesnego namiestnika Michała Bobrzyńskiego w przeddzień pierwszego posiedzenia sejmu trzy grupy: klub krakowski, podolacy i klub rolniczy utworzyły tzw. stronnictwo „prawicy sejmowej”. Poza nimi jednak pozostały liczące się środowiska skupione wokół Włodzimierza Kozłowskiego, Witolda Czartoryskiego i Tadeusza Cieńskiego, które utworzyły tzw. Centrum. Środowiska te już wtedy czuły się bliższe narodowej demokracji niż stańczykom – byli to głównie politycy młodszej generacji podolaków. Do 1911 ponowny rozdział środowisk konserwatywnych w Galicji stał się faktem. SPN stało się wraz z demokratami i ludowcami podstawą tzw. Bloku Namiestnikowskiego, zaś większość podolaków zasiliła tzw. antyblok, którego liderem była narodowa demokracja. Osią sporu pomiędzy tymi ugrupowaniami był projekt reformy wyborczej do Sejmu Krajowego. Kiedy w 1913 wydawało się, że uchwalenie reformy wyborczej jest bliskie, wystąpili przeciwko niej biskupi galicyjscy. W rezultacie projekt reformy upadł, co było poważnym ciosem dla promującego go SPN. Aktywność stronnictwa wyraźnie zmalała.
Częściowo swoją pozycję odzyskało SPN dopiero po wybuchu I wojny światowej, kiedy podjęło skuteczne działania na rzecz powstania Naczelnego Komitetu Narodowego. W tej reprezentacji politycznej odegrało najważniejszą rolę promując swój projekt rozwiązania sprawy polskiej podczas wojny – tzw. koncepcję trializmu – a więc przekształcenia państwa habsburskiego w państwo trójczłonowe Austro-Węgry-Polskę. Wyrazem wzmocnienia pozycji SPN było przystąpienie do niej w 1916 większość środowisk podolaków, zarówno tzw. autonomistów skupionych wokół Dawida Abrahamowicza, Andrzeja Lubomirskiego, Leona Pinińskiego, jak Centrum na czele z Janem Potockim i Augustem Krasickim. Ostateczne fiasko polityki SPN prowadzonej zarówno w NKN, jak i w Kole Polskim przyniosło pod koniec wojny utratę większości dotychczasowych wpływów politycznych, tym bardziej, że partia akcentowała do końca istnienia Austro-Węgier swój lojalizm wobec tronu.

## Lata 1918-1937
Po odzyskaniu niepodległości polityka dotychczasowych liderów SPN stała się przedmiotem krytyki młodszego pokolenia konserwatystów, na czoło których w tym czasie wysunął się Aleksander Skrzyński. W liście otwartym do Jaworskiego zarzucił konserwatystom krakowskim brak programu we wszystkich w zasadzie dziedzinach i postulował opracowanie go, tak, by wokół niego podjąć próbę skupienia „szerokich warstw konserwatywnych”. Wśród działaczy konserwatywnych istniały wówczas daleko idące rozbieżności co do kroków, jakie należy podjąć. Młodsi (Stanisław Dąmbski i Tadeusz Starzewski) byli zwolennikami założenia nowego stronnictwa, zaś wspomniany już Aleksander Skrzyński zreformowania istniejącego – dla którego napisał nawet program i poddał go pod dyskusję. Pojawiły się także głosy nawołujące do współpracy z narodową demokracją, na co z kolei nie chcieli się zgodzić dotychczasowi przywódcy: Michał Bobrzyński, Stanisław Estreicher i Władysław Leopold Jaworski. W rezultacie tego wewnętrznego kryzysu na zebraniu 27 listopada 1918 na wniosek Cezarego Hallera rozwiązano SPN, a zawiązano na podstawie nowego statutu Stronnictwo Budowy Zjednoczonej Polski. Przeciwko starym działaczom wystąpiło wspólnie młodsze pokolenie. 13 grudnia 1918 wybrano nowe władze stronnictwa. Prezesem został ponownie Zdzisław Tarnowski, ale jego zastępcami ludzie nowi: Stanisław Starzyński — przywódca konserwatystów wschodniogalicyjskich, Aleksander Skrzyński — motor zmian w stronnictwie, i ks. Bronisław Swieykowski. Potrzebę utworzenia nowego stronnictwa motywowano koniecznością przeprowadzenia konsolidacji wewnętrznej oraz rozszerzenia działalności na cały kraj, gdy tymczasem SPN obliczone było na „ciasne stosunki galicyjskie”. Stąd za jeden podstawowych celów wysuwano nawiązanie stosunków z innymi grupami konserwatywnymi. W praktyce była to próba odcięcia się od starej skompromitowanej nazwy i obciążonych lojalizmem polityków. W rezultacie zmian część starszych działaczy odsunęła się od działalności w stronnictwie, weszła do niej natomiast znacząca grupa konserwatystów wschodniogalicyjskich. 
Po wyborach w styczniu 1919 i połączeniu z działaczami Stronnictwa Polityki Realnej z byłego zaboru rosyjskiego oraz mniejszymi konserwatywnymi grupami stronnictwo przyjęło nazwę Stronnictwa Pracy Konstytucyjnej. W Sejmie Ustawodawczym działacze SPK stali się podstawą Klubu Pracy Konstytucyjnej, liczącego w połowie 1919 r. 18 parlamentarzystów. Po rozłamie i opuszczeniu stronnictwa przez znaczną część dawnych "realistów", w wyniku szerokiej dyskusji na Radzie Naczelnej SPK 21–22 lutego 1920 niemal jednogłośnie powrócono do dawnej nazwy partii – Stronnictwa Prawicy Narodowej. Jednocześnie potwierdzono dotychczasowe priorytety programowe, do których należały: wierność Kościołowi katolickiemu, połączona z tolerancją wobec innych wyznań, dążenie do parlamentu dwuizbowego, silnej władzy wykonawczej oraz „do rozumnego postępu, ładu i porządku”.
W grudniu 1922 w wyborach parlamentarnych całkowitą klęskę poniosła lista Unii Narodowo-Państwowej. Była ona tworzona przez działaczy SPN i konserwatystów wileńskich wspólnie z piłsudczykami, w rezultacie czego stronnictwo utraciło reprezentację w Sejmie. Po zamachu majowym, który początkowo SPN potępiło jako pogwałcenie praworządności i wzniecenie walk bratobójczych, za sprawą Franciszka Potockiego i Konstantego Grzybowskiego podjęto współpracę z nowym reżimem, uzasadniając to potrzebą wzmocnienia państwa i jego ustroju. Liczono przy tym na zmianę konstytucji w kierunku konserwatywnym. Na zjeździe w Dzikowie w 1927 r. przywódcy stronnictwa zadecydowali o przyjęciu opcji prorządowej i współpracy z Piłsudskim. SPN weszło do Bezpartyjnego Bloku Współpracy z Rządem, zachowując pewną autonomię organizacyjną. Między 1927 a 1935 centrum działalności Stronnictwa stopniowo przeniosło się z Krakowa do Warszawy, a dominującą postacią w partii stał się przedstawiciel grupy warszawskiej - Janusz Radziwiłł. Prowadzono również działania, mające na celu integrację wokół SPN całego środowiska konserwatywnego. W 1933 Stronnictwo weszło, wraz z mniejszymi grupami konserwatystów, do Zjednoczenia Zachowawczych Organizacji Politycznych z Januszem Radziwiłłem jako prezesem. 
Na zjeździe konserwatystów w 1937 r. dotychczasowy, prorządowy kierunek przywódców stronnictwa, na czele z J. Radziwiłłem, został poddany krytyce. W efekcie przewagę osiągnęli zwolennicy współpracy konserwatystów z narodową demokracją. ZZOP zostało przekształcone w Stronnictwo Zachowawcze. Prezesem został Adolf Rafał Bniński, zwolennik nowego kierunku (uprzednio w 1926 r. wysunięty przez endeków jako kandydat na prezydenta RP). Do wybuchu wojny Stronnictwo nie podjęło jednak żywszej działalności.

## Politycy Stronnictwa Prawicy Narodowej
Działaczami partii byli m.in. Leon Biliński, Michał Bobrzyński, Jan Bobrzyński, Stanisław Dąmbski, Stanisław Estreicher, Konstanty Grzybowski, Jan Hupka, Władysław Leopold Jaworski, Jan Konopka, Franciszek Salezy Potocki, Adam Romer, Aleksander Skrzyński, Tadeusz Starzewski, Jan Kanty Steczkowski, Władysław Stesłowicz, Adam Tarnowski, Zdzisław Tarnowski, Władysław Marian Zawadzki.  

## Literatura
- Szymon Rudnicki, Działalność polityczna polskich konserwatystów 1918–1926, Wrocław-Warszawa-Kraków-Gdańsk-Łódź 1980, wersja elektroniczna -online
- Henryk Jabłoński, Konserwatyści przed przewrotem majowym 1926 r., „Przegląd Historyczny” 1966, z. 4
- Wiesław Władyka, Działalność polityczna polskich stronnictw konserwatywnych w latach 1926–1935, Wrocław 1977
- Michał Jaskólski, Historia – Naród – Państwo. Zarys syntezy myśli politycznej konserwatystów krakowskich w latach 1866–1934, Kraków 1981
- Jacek Bartyzel, Konserwatyzm bez kompromisu. Studium z dziejów zachowawczej myśli politycznej w Polsce w XX wieku, Toruń 2002
- Michał Czajka, "Historia – naród – państwo. Zarys syntezy myśli politycznej konserwatystów krakowskich w latach 1866–1934", Michał Jaskólski, Kraków 1981, [recenzja] „Przegląd Historyczny” t. 74, z.1, z 2013, s. 193–197
- Katarzyna Kwinta, Konserwatyści krakowscy a zamach majowy. Ewolucja optyki działaczy Stronnictwa Prawicy Narodowej w sprawach do zamachu stanu z 1926 r., "Folia Historica Cracoviensia" nr 2 z 2018, s. 57–77

## Źródła
- Antoni Górski, Dwanaście lat istnienia Klubu Konserwatywnego, Kraków 1908;
- Stronnictwo Budowy Zjednoczonej Polski, Kraków 1919;
- Statut Stronnictwa Pracy Konstytucyjnej (z programem), Kraków 1919;
- Stanisław Estreicher, Powstanie partii konserwatywnej w Polsce, Kraków 1927,
- Jan Bobrzyński, Problem konsolidacji ugrupowań zachowawczych w Polsce, Warszawa 1929;
- Życie i działalność W. L. Jaworskiego, Kraków 1931;
- Księga pamiątkowa na 90-lecie dziennika „Czas”, Warszawa 1938;